# Romeins-Middeleeuwse Maas

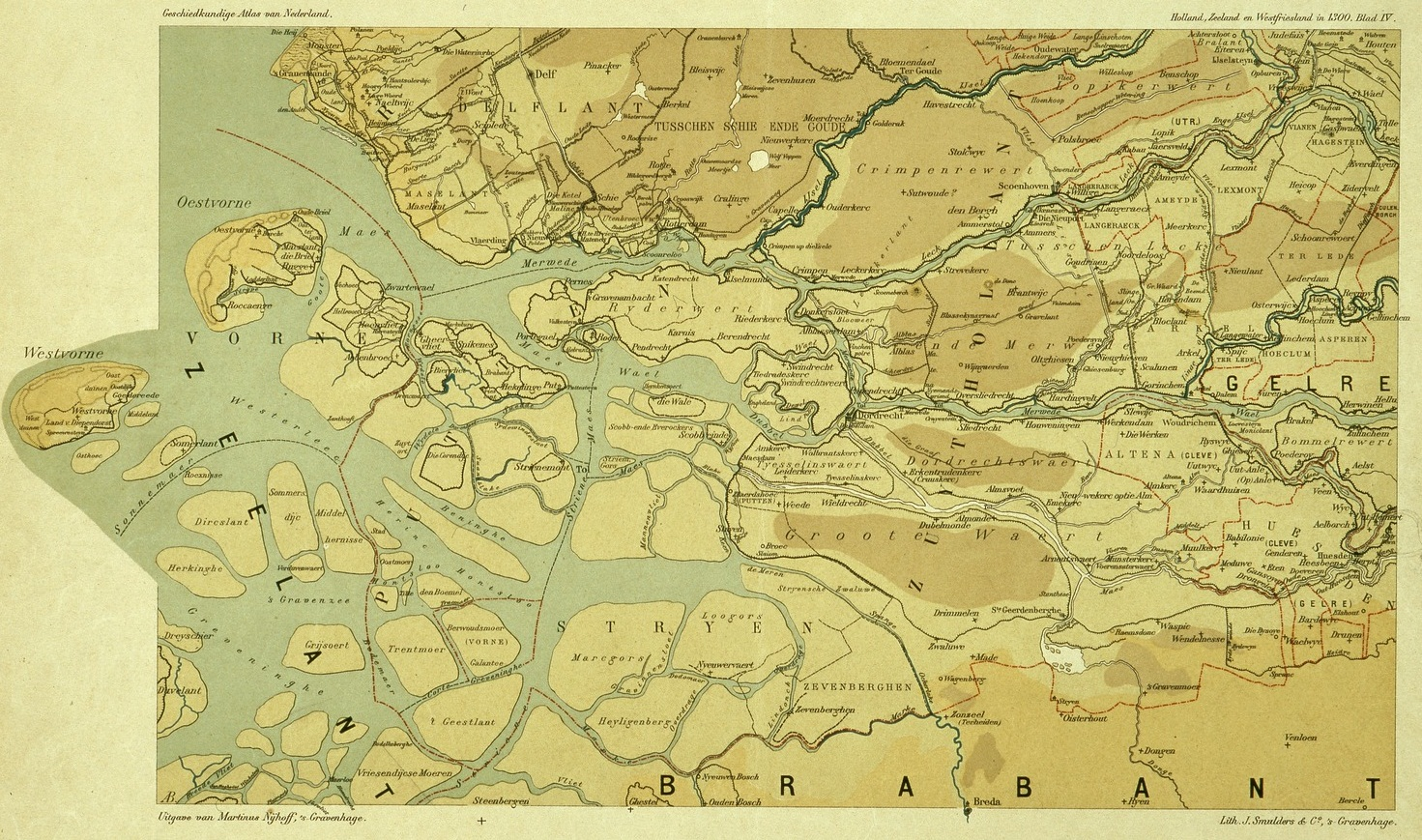
Situatie van het beneden-rivierengebied in 1300, dus na de grote omdijkingen van de 13de eeuw, maar vóór de Sint-Elisabethsvloed. De Romeins-Middeleeuwse Maas loopt, afgedamd maar intact, via Heusden (rechtsonder) naar Maasdam (bij Dordrecht). De stroming van de Maas volgt een route vanaf Heusden naar het noordwesten, om bij Woudrichem in de Merwede te lozen

De Romeins-Middeleeuwse Maas is de geschiedkundige benaming voor een oude Maasbedding die tot 1273 de hoofdstroom vormde van deze rivier. De rivier stroomde vanaf Heusden richting Geertruidenberg en van daaruit naar Dordrecht, dwars door de huidige Biesbosch (die toen nog niet bestond). Onder Dordrecht boog de rivier af naar het westen, stroomde door de huidige Hoeksche Waard en vervolgens via de westelijke Oude Maas naar zee. 

## Historie
In 1273 veranderde de situatie behoorlijk, als gevolg van afdammingen in het kader van de bedijking van de Groote of Hollandsche Waard. De Maas stroomde voortaan bij Heusden noordwaarts, om bij Woudrichem zijn water op de Merwede te lozen. Als gevolg van de Sint-Elisabethsvloed werd de oude bedding voor een groot deel uitgewist door het wassende water (waarbij onder meer de Biesbosch en het Hollands Diep zijn ontstaan). 
De huidige Oude Maasjes en Binnenbedijkte Maas zijn nog restanten van de Romeins-Middeleeuwse Maas. Ook kunnen de Brielse Maas en het westelijke gedeelte van de Oude Maas beschouwd worden als restanten van die vroegere Maas. Oude zijarmen van deze oorspronkelijke Maas zijn de Werken, de Alm en de Dubbel. Deze zijn inmiddels vrijwel verdwenen of ingekrompen tot brede sloten.
In 1904 werd de Maasarm richting Woudrichem eveneens afgedamd. De Maas werd geheel gescheiden van de Merwede/Waal/Rijn en kreeg zijn eigen monding: de Bergsche Maas. Hierbij werd voor een deel de oeroude bedding van de Romeins-Middeleeuwse Maas gevolgd.

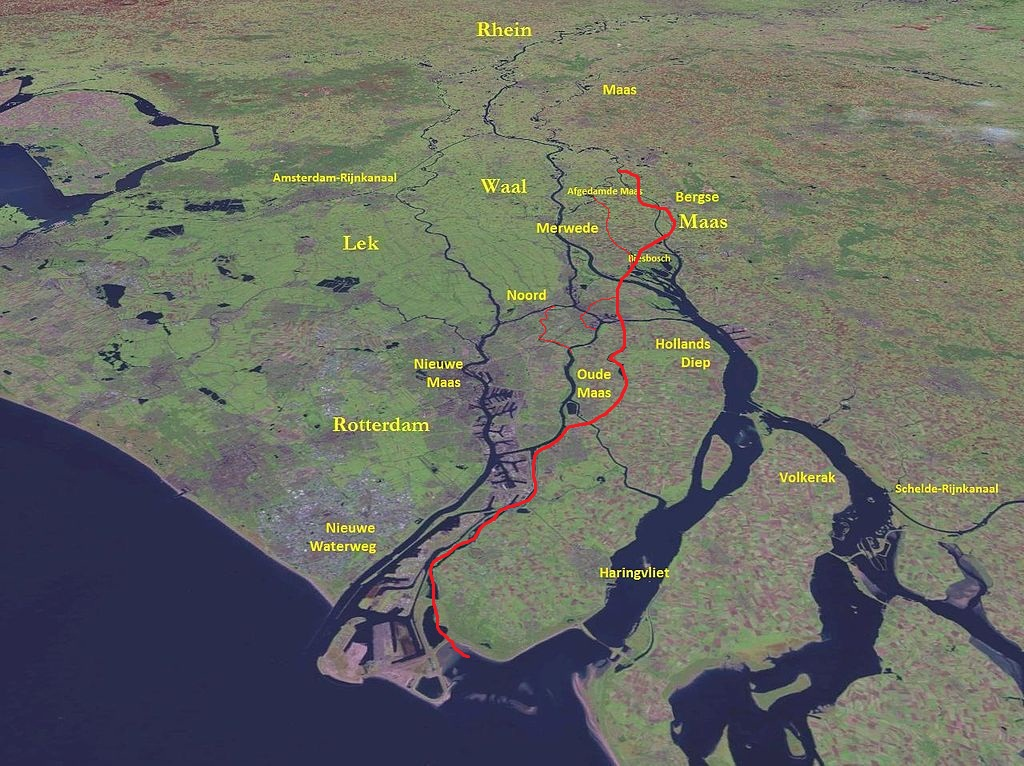
In rood wordt bij benadering de loop van de Middeleeuwse Maas weergegeven, met als achtergrond de Maas- en Rijnmond van vandaag de dag. Het noorden ligt linksaf.